# ورون نووه
ورون نووه (به لاتین: Wrony Nowe) یک روستا در لهستان است که در گمینا گیژتسکو واقع شده‌است.